# 神橋

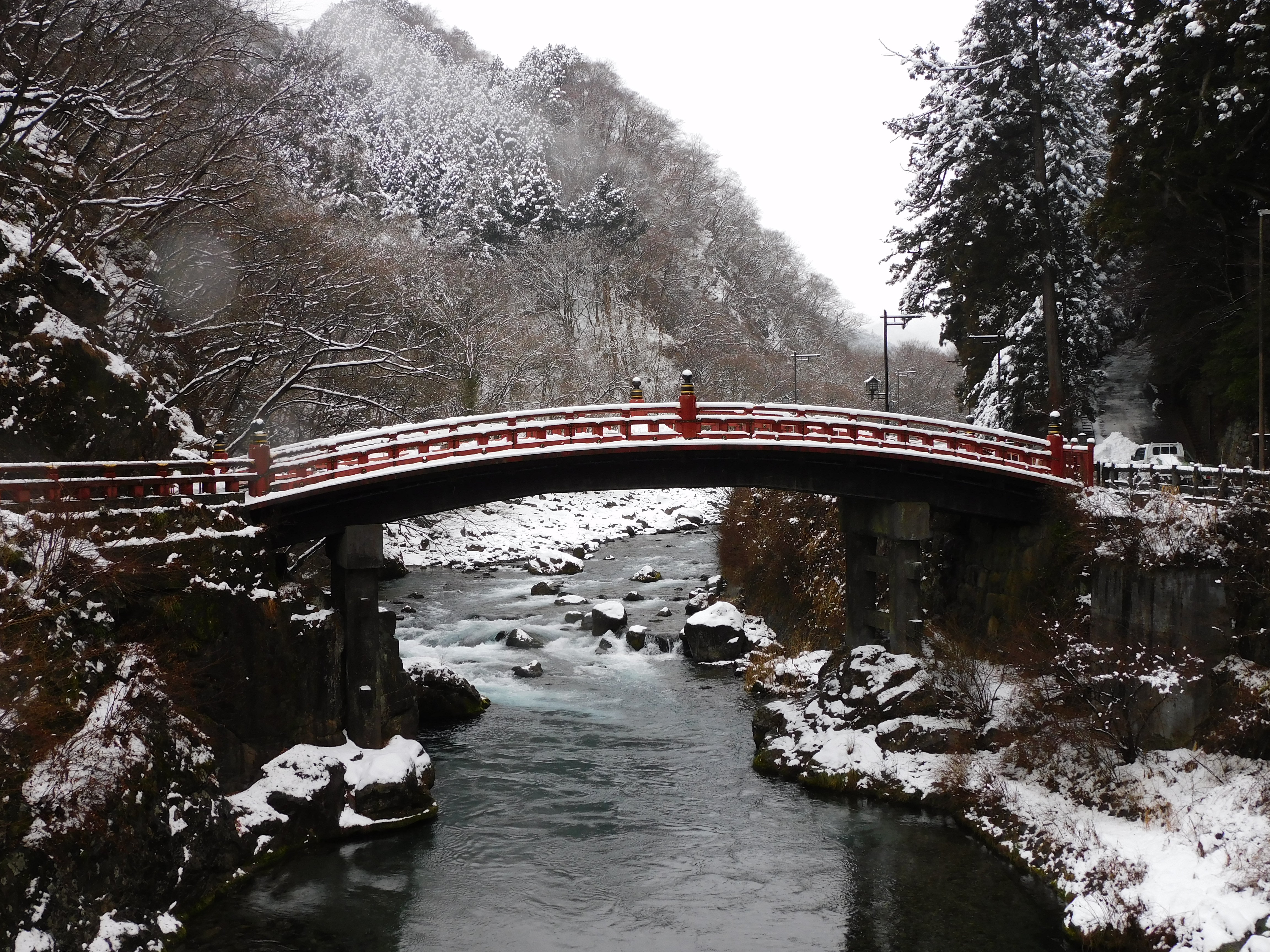
雪の神橋

神橋（しんきょう）は、栃木県日光市上鉢石町にある、大谷川（だいやがわ）に架かる朱塗りの橋。世界遺産「日光の社寺」を構成する文化財の1つ。日本の重要文化財に指定されている。
日光の社寺の入り口にあり、日光のシンボルとも、日光の表玄関とも称され、栃木県で最も美しい橋と讃える人もいる。神橋を境として、東側の商店街を東町（出町）、西側の日光山内を西町（入町）という。

## 概説
神橋は日光二荒山神社の神域に属し、二荒山神社が管理している。現代は一般に「しんきょう」と読まれるが、『日光名所図会』（石倉重継 著、1901年）は「みはし」と読むと記している。「みはし」という読みに対しては「御橋」の字を充てることもある。
橋の先に日光東照宮へ通じる参道がある。かつては将軍・日光例幣使と山伏しか渡れなかったが、現代は有料で一般人も渡ることができる。ただし橋を通って対岸は行けず、来た道を引き返さなければならない。
乳の木（ちのき）と呼ばれる橋桁を両岸の土中または岩盤中に埋め込み、斜め上向きに刎ね出し、その先端を石製の橋脚で支持するという珍しい工法でできており、重要文化財指定を受けた橋の中では唯一採用されている工法である。神橋を架け替える際、乳の木を取り除く儀式を「外遷宮」、新しい橋桁を架ける儀式を「正遷宮」といい、社殿を造り替えるのと同様の厳格な神事を執り行う。また橋が竣工すると、最初に葦毛のウマを渡らせる。神橋には橋姫明神を祀り、橋姫明神が縁結びの神とされることから、日光二荒山神社で結婚式を挙げた夫婦は神橋で渡り初めを行う。これらのことから神橋が単なる橋ではないことが窺える。
神橋は「渡る橋」というよりも「眺める橋」である。大谷川は中禅寺湖から華厳滝を流下し、支流を集めながら日光の社寺の前に流れ出る。日光の社寺の厳かな雰囲気の中、大谷川の青い急流と朱塗りの神橋の対照が独自の景観を形成する。背後の山々が紅葉した秋の神橋、雪の積もった冬の神橋が美観とされる。年末には、3 mの竹ほうきを使って神職や巫女がすす払いを行う。
日本三大奇橋（日本三奇橋）の1つとされることがある。ただし、一般的には錦帯橋・猿橋・愛本橋の3橋を指し、愛本橋の代わりに神橋を入れることがある。

## 伝説
日光を開山した勝道上人は、7歳の頃に明星天子（虚空蔵菩薩）から受けたお告げを実行するため、天平神護2年（766年）に補陀落山（男体山）を目指すも、大谷川を渡れず難儀した。この時勝道は護摩を焚いて神仏に加護を求めると、深沙大王（蛇王権現）が現れて赤と青の2匹のヘビを投げ、その上に山菅を敷き詰めて橋とし、勝道の渡河を助けた。この伝説から、神橋は「山菅の蛇橋」（やますげのじゃばし）とも呼ばれる。
神橋の南には明星天子を祀る岩裂神社（いわさくじんじゃ、星の宮とも）、神橋の北には深沙大王を祀る深沙王堂（深沙王祠）がある。また輪王寺は勝道が橋を渡った先に建立し、修行を積んだ四本龍寺（しほんりゅうじ）を起源とするという伝説がある。

### 伝説の解釈
神橋の伝説は、日光の旅行ガイドブックには必ずと言っていいほど掲載されており、知名度の高いものである。この伝説の元になった話は『補陀落山建立修行日記』に記載されており、同書は勝道の弟子4人が勝道没後の弘仁9年（818年）に著したという奥付があるが、実際には平安時代末期から鎌倉時代にかけての間に成立したと見られる。神橋の伝説は「伝説」である以上真実ではないが、何らかの事実を含んでいると見ることができる。伝説の中から何らかの事実を読み解く上で、神橋がなぜ現在位置に架橋されたのか、深沙大王・ヘビ・橋がそれぞれ何を象徴するのかを考える必要がある。
藤井万喜多は、神橋の伝説が仏教徒と日光の先住民（狩猟民・マタギ）が親和的な関係になったことを示す寓意的表現であり、新たな宗教である仏教が持ち込まれたことに対する仏教徒と日光の先住民の動向を反映したものであるとの説を立て、広く支持された。日光東照宮禰宜の高藤晴俊は、藤井説を補強し、勝道の名に仮託された新米の仏教徒らが大谷川の水神を祀る集団から日光への入域を認められたことを象徴する表現であったとの説を提示した。高藤は藤井説で十分に説明できない橋・ヘビの意味、神橋の位置について次のように説明した。橋は聖と俗、神と人の世界を結ぶ境界であり、祭祀の場である。また『古事記』の誉津別命や『太平記』の藤原秀郷の渡河にかかわる物語に水神としてヘビが登場し、橋の上に現れるという共通性から、深沙大王とヘビは大谷川の神であり、神橋は川の神を祀る祭場であったと考えられる。さらに神橋より8 - 9間（15 m前後）上流にさかのぼった場所に高座石があり、この石が川の神の神体であったと見なせば、その祭祀場として神橋を現在地に架けたのは自然なことである。ただし神橋で祭祀が行われていたという文献記録は存在しない。
高藤は山菅の蛇橋の「山菅」について、神事の際に草を敷物として使うことから、草の敷物には特別な意味があり、橋の名にしたという説を提示した。

## 歴史

### 寛永の架け替え以前
大同3年（808年）、勅を受けた下野国司・橘利遠が山崎太夫長兵衛（橋掛長兵衛）に架けさせたと伝えられ、以後16年に1度架け替えたとされる。原初の橋はつる植物などを使った吊り橋のような姿であった可能性がある。鎌倉時代の『八雲御抄』には「下野の山菅橋」の記載がある。
神橋の実在がはっきりと確認できる文献記録は室町時代に現れる。当時は一般庶民だけでなく、牛馬も渡っていた。また、両岸からはね出す刎橋（はねばし）であり、右岸（南岸）の刎ね木は自然の穴を利用して挿し込んでいたと伝えられる。

### 寛永の架け替えから幕末
日光東照宮の造営に伴い、寛永6年（1629年）に架け替えが行われたものの、日光東照宮の大造替に伴い、日光山の入り口にふさわしい橋とすべく、寛永13年（1636年）にも架け替えが行われた。この時に現代に残る橋と同じ姿となり、神橋と改名した。大工のべ4.5万人、雑役のべ13.6万人を動員し、約6,000両を投じた事業であった。橋桁に用いた7間（≒12.7 m）のケヤキ材11本は、小百（現・日光市小百）や船生（現・塩谷町船生）から切り出し、1本当たり500両かかったという。この時に採用された石造の橋脚を切石で補強する工法は、京の三条大橋などで使われたばかりの当時としては最先端の土木技術を投入したものであった。
同時に日光社参の徳川将軍と日光修験の山伏だけが渡ることを許される神聖な橋となり、通常は橋の両端に欄楯（らんじゅん）を建てて通行を規制した。このため一般庶民は神橋のそばに架けられた仮橋を渡った。仮橋は文字通り仮の橋であったが、恒久的な橋となった。神橋は江戸時代だけで14回の改築が行われ、仮橋も修繕や架け替えを行いながら維持された。

### 明治時代

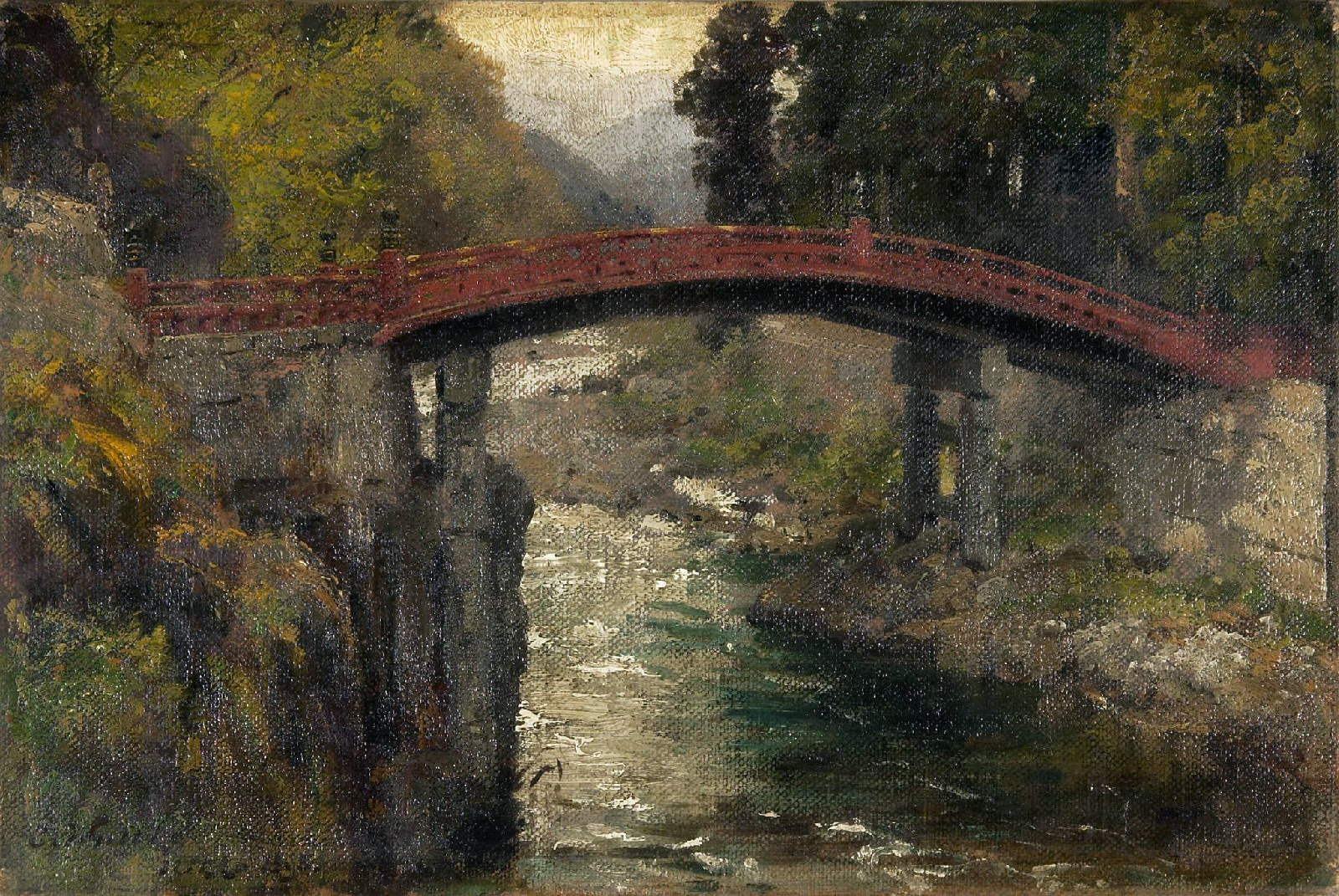
カール・ヴトケが描いた神橋（1898年）

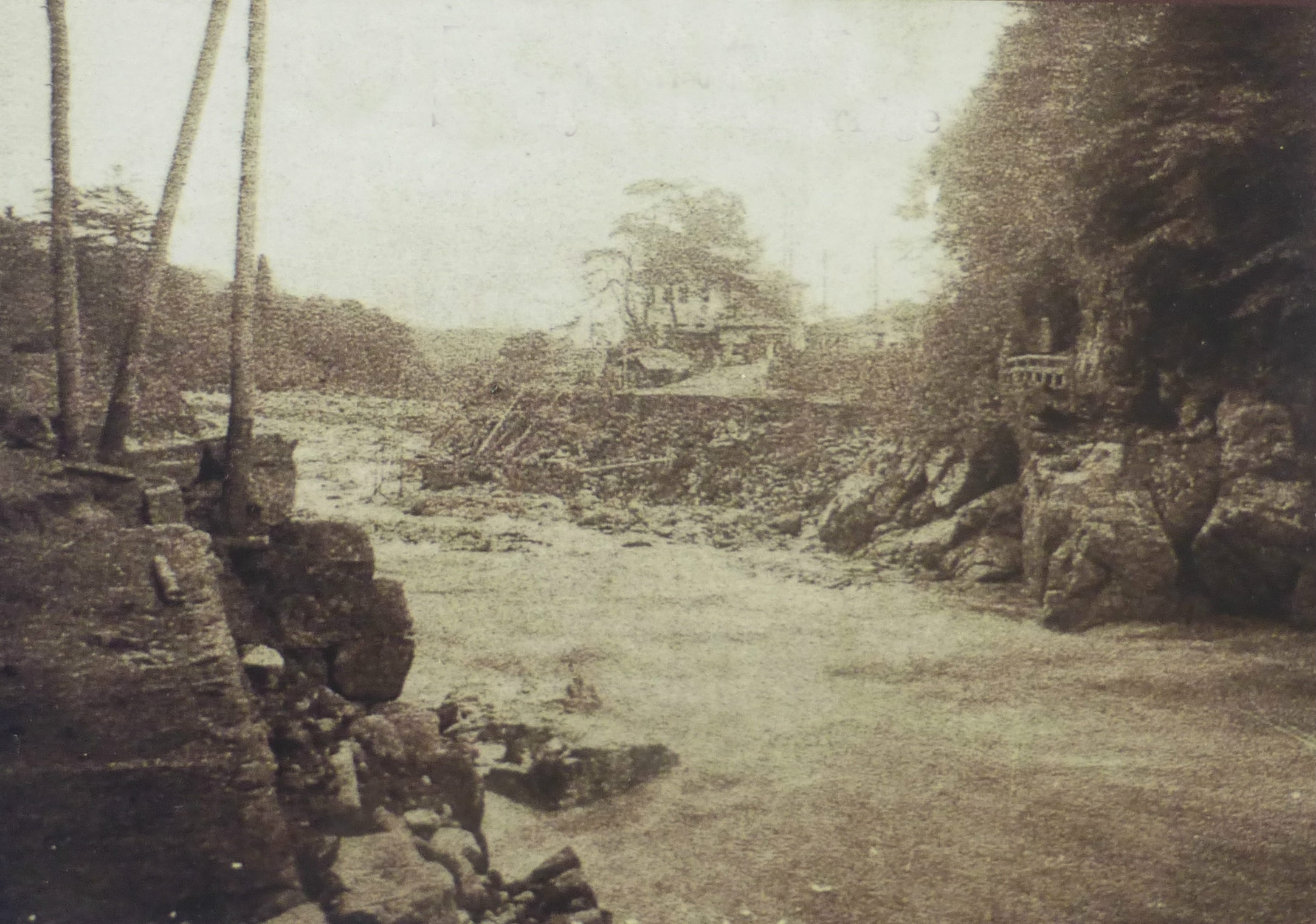
流失後の神橋跡（1902年）

1881年（明治14年）、橋の修理が行われた。1889年（明治22年）5月1日、東京に滞在していたチャールズ・ホームは汽車で4時間かけて宇都宮駅に降り立ち、さらに人力車で5時間かけて日光に到着した。翌5月2日に神橋を見たホームは「橋の朱色と小川の両側の緑の木々のコントラストの効果がたいへん見事に装飾的」と日記に感想を記し、5月4日には橋をスケッチしに再度訪れた。ホームとともに日光を訪れたアーサー・レイゼンビー・リバティは「古き日本を物語る興味深い橋」と記し、妻のエマは神橋を写真に収めた。
1893年（明治26年）9月1日、足尾銅山の粗銅を東京へ運ぶため、細尾 - 日光停車場間に馬車鉄道（牛車鉄道とも）が開通し、仮橋の下流側に橋が架けられた。この橋の名は資料によって異なり、朝日橋、青橋、古河銅山橋と記録されている（以下「朝日橋」とする）。1900年（明治33年）発行の「日光山両社新図」には朱塗りの神橋、白木の仮橋、青く塗られた朝日橋の3橋が描かれ、橋の数が少なかった当時は、一種の名所として扱われていた可能性がある。
1902年（明治35年）9月28日、足尾台風によって発生した大洪水で流失、1904年（明治37年）に架け替えられた。再建費用は37,951円75銭8厘であった。橋が流されたことを知ったアーサー・レイゼンビー・リバティは、「橋を失ったのは、国家の不運であろう。」と記した。同時に仮橋と朝日橋も流され、仮橋は鉄骨造に改められて「日光橋」と名も変わり、1905年（明治38年）12月10日に開通式を挙行した。しかし朝日橋は再建されず、その代わりに日光橋上に馬車鉄道の軌道が敷設された。このため、日光橋は足尾銅山と栃木県庁が補修費を折半する取り決めであった。1910年（明治43年）に馬車鉄道は廃止され、代わりに日光電車軌道（のちの東武鉄道日光軌道線）が日光橋を通るようになった。

### 大正時代以降
1918年（大正7年）、漆の塗り替えが行われた。1944年（昭和19年）、神橋は当時の国宝保存法に基づき旧国宝（現行法の重要文化財）に指定された。同年に神橋と日光橋の間に日光電車用の橋が架橋された。
木部の腐食が激しかったことから、日光二荒山神社の委任を受けた日光2社1寺文化財保護委員会が1950年（昭和25年）4月1日より解体修理に着手し、1956年（昭和31年）に完了した。総事業費は2340万7千円で、この時、乳の木以外の木材はすべて新しいものに交換した。1962年（昭和37年）12月、2代目の日光橋が架橋された。1968年（昭和43年）2月25日、東武日光軌道線が廃止された（最終運行日は24日）。

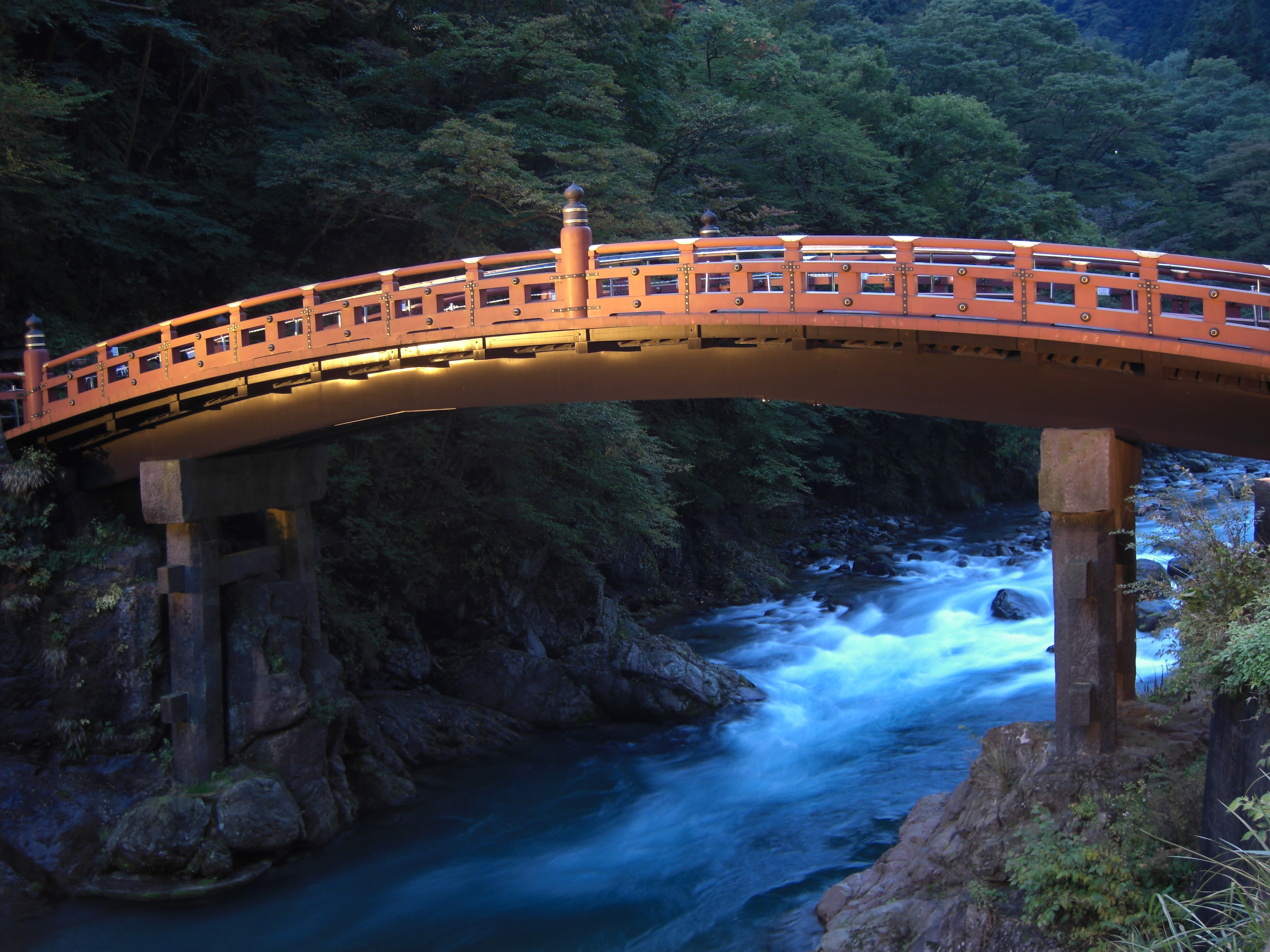
夜の神橋（2010年）

1973年（昭和48年）より、男体山頂鎮座1200年祭（1982年〔昭和57年〕）に向けた奉賛事業の一環で一般公開（一般人の渡橋の許可）が行われるようになった。1990年（平成2年）6月15日（県民の日）に「神橋周辺の大谷川」の名称で「とちぎの道と川百選」の1つに選ばれた。橋であるため、文化財でありながら雨ざらしを免れず、欄干や橋板の塗装のはげ落ち、外観の損傷が著しくなってきたことから、1997年（平成9年）より大改修が始まり、2005年（平成17年）に完了した。この間、1999年（平成11年）12月に世界遺産「日光の社寺」の構成資産の一つとして登録された。
2018年（平成30年）、栃木県のデスティネーションキャンペーン（DC）の特別企画として、ライトアップされた夜間に神橋を渡ることができる企画が実施された。2019年（平成31年/令和元年）、日光二荒山神社が恋人の聖地サテライトに認定され、5月7日に神橋で認定式と記念イベントが開かれた。式典には選考委員の桂由美が出席し、桂がデザインしたドレス（葛飾北斎の描いた霧降の滝をモチーフ）をまとった元バレーボール選手の福田舞が神橋を渡った。2020年（令和2年）9月16日には恋人の聖地サテライトの象徴として「良縁の鈴」が神橋に設置された。

## 構造

### 寛永以前
寛永13年（1636年）以前は、複数の桔木（はねぎ）を両岸に設けた穴に入れて埋め、補強する刎橋の形式を採っていた。ただし右岸の穴は天然のものだったという。装飾は見られず、朱塗りにもせず白木（素木）のままであった。橋の建設法は「秘法」とされ、人目に付かない深夜に架け替えを行ったという。
日光橋に改名する前の仮橋も、刎橋の形式で架橋されていた。

### 寛永以後
寛永13年（1636年）の造り替え以降は複数の桔木から「乳の木」と呼ばれる太い橋桁に代え、切石を橋脚にし、その上に木造の朱塗りの反り橋を載せた構造に変わった。橋脚を石造りにしたのは、当時としては先端の土木技術であった。装飾金具や和風の高欄、両端の袖高欄を取り付けたのも寛永以後のことである。ただしこの時点では塗装を行わない白木（素木）のままであり、塗装を行うようになったのは寛政4年（1792年）以降のことである。塗装は橋桁を黒漆、木部を朱漆塗りにしている。
乳の木方式への変更は、総重量・体積の減少と組立の簡便化などに成功したが、洪水による橋脚流失の危機が増大することとなった。洪水による流失前年に書かれた『日光名所図会』によると、神橋の長さは13間5尺余（≒28.8 m）、幅は3間4尺余（≒6.67 m）で10基の擬宝珠があり、橋の金物はすべてめっきの斜子彫（ななこぼり）であった。2003年（平成15年）発行の『とちぎの土木遺産』では橋長26.42 m、幅員6.00 m、高欄高2.27 mとある。日光二荒山神社による公称数値は橋長28 m、幅員7.4 m、水面からの高さ10.6 mである。
乳の木は3本のケヤキでできており、一方の端部が固定されたカンチレバーである。より正確には、右岸（南岸）側の乳の木は全長の3分の1が土中に埋まっているが、左岸（北岸）側はすぐ先が道路（国道120号）になっているため、コンクリート製の控え橋台の上に乳の木を置く形を採っている。乳の木は風雨からの保護のため小屋根をかけられ、その上に床版が敷かれている。この小屋根のおかげで、乳の木は改修工事後も交換されずに使われている。
現行の橋は1904年（明治37年）の竣工で、擬宝珠1基を除きすべて新しい部材を調達して架橋された。乳の木用材は栃木県内だけでなく茨城県真壁郡まで探し求め、橋脚用石材は大谷川やその支流の稲荷川沿岸で調達した。1956年（昭和31年）の修理で乳の木以外の木材はすべて交換されており、明治竣工の橋がそのまま残っているわけではない。

## 渋滞
神橋の周辺は交通量が多く、歩行者も多い。橋の前で国道119号と国道120号が合流する。
1986年（昭和61年）の紅葉シーズンに行われた交通量調査によると、国道は栃木県内・栃木県外の自動車のどちらにとっても主要な動線となるため特に交通量が多く、奥日光方面から来る自動車は神橋交差点で右折して参道（東町）に入るため渋滞が激しくなる。1988年（昭和63年）の同時期は、午前中に宇都宮方面から中禅寺湖（奥日光）方面へ向かう渋滞が最大1 kmほど、午後に中禅寺湖方面から宇都宮方面へ向かう渋滞が最大4.5 km発生した。
その後、渋滞対策が打たれ、2019年（令和元年）のゴールデンウィークの神橋から今市（宇都宮）方面の渋滞は2.5 kmに「半減」した。しかし同年の紅葉シーズンは神橋から奥日光方面へ向かう渋滞が最大3.7 kmと前年（2.5 km）より伸びるなど、抜本的な渋滞対策はできていない。

## 周辺

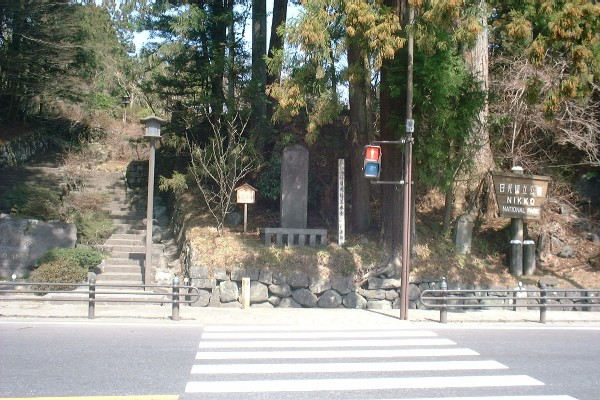
日光杉並木寄進碑

神橋へはJR日光線日光駅および東武日光線東武日光駅より中禅寺温泉行きの路線バスに乗車、神橋バス停下車、西へ約50 m（1分）。バスに乗らずに日光駅から歩くと20分ほどかかる。
橋の南東側に「下乗」（げじょう）と刻まれた石「下乗石」がある。この先は馬を下りよ、という目印であり、将軍といえどもこの先は徒歩で参詣した。
橋の北東側には「日光杉並木寄進碑」がある。碑名の通り、松平正綱とその息子の松平正信が寛永2年（1625年）から約20年がかりで日光杉並木を整備し、寄進したことを記した碑で、慶安元年4月17日（グレゴリオ暦：1648年6月8日）の銘がある。林の陰に隠れ、ほぼ見る人もいないが、「日光杉並木街道 附 並木寄進碑」（にっこうすぎなみきかいどう つけたり なみききしんひ）の名称で特別史跡と特別天然記念物の二重指定を受けている。